# Jean-Luc Lambourde
Jean-Luc Lambourde (Isla de Guadalupe; 10 de abril de 1980) es un futbolista de Isla de Guadalupe que juega en la posición de defensa y que actualmente milita en el ACMG de la División de Honor de Guadalupe.

## Carrera

### Club
| Periodo   | Club       |
| --------- | ---------- |
| 1999-2003 | ACMG       |
| 2003-2005 | CS Avion   |
| 2005-2014 | ACMG       |
| 2014-2015 | CS Moulien |
| 2015-     | ACMG       |

### Selección nacional
Jugó para Guadalupe de 2002 a 2017 donde anotó 15 goles en 65 partidos, siendo el jugador con más apariciones con la selección nacional y participó en las tres primeras apariciones de Guadalupe en la Copa Oro de la Concacaf.

## Logros

### Club
- Copa de Guadalupe: 1

2006

### Selección nacional
- Copa Oro de la Concacaf

- : 2007